# Salveytal
Koordinaten: 53° 14′ 26″ N, 14° 22′ 0″ O
Das Salveytal ist ein 382,05 ha großes Naturschutzgebiet im Landkreis Uckermark in Brandenburg. Es liegt entlang des Salveybaches südwestlich von Geesow, einem Ortsteil der Stadt Gartz (Oder). Seit dem 26. November 2003 steht es unter Naturschutz.